# リーザ - ケムニッツ線
リーザ - ケムニッツ線（リーザケムニッツせん、ドイツ語: Bahnstrecke Riesa–Chemnitz）はドイツ連邦共和国ザクセン州リーザとケムニッツを結ぶ複線・電化の幹線鉄道で、ケムニッツ・リーザ鉄道会社（Chemnitz-Riesaer Eisenbahn-Gesellschaft）により建設された。主要経由地はドェーベルンとミットヴァイダで、この路線はベルリン - ケムニッツ区間の一部である。

## 沿線概況
リーザ - ケムニッツ線はリーザ駅から旧リーザ - ノッセン線とともに左側の曲線で分岐する。旧リーザ - ノッセン線が左に分岐すると、列車は南西方向に、B169国道と平行に走行する。ドェーベルンまでの沿線は相対的に平坦で、著しい構造物として130 m長さのオストラヴ高架橋と80 m長さの鉄道橋がある。ゲルティッツ旧駅にかつてミューゲルン - ドェーベルン間の狭軌鉄道はこの路線と並行した。列車は北ドェーベルンインターチェンジの近くに自動車道A14の下を横切って、フライベルク・ムルデ川を渡りくさび形のドェーベルン中央駅に到着する。ボルスドルフ - コスヴィヒ線はドェーベルン外郭でこの路線とX字型で接続する。
ボルスドルフ - コスヴヒ線はドェーベルン駅の南側ですぐ分岐し西の方へ伸びて、列車は国道B175と交差する。リムリッツからこの路線はチョーパウ川に接近する。リムリッツ - ワルトハイム間にいくつかの大型高架橋が設置されて、それがケムニッツ・リーザ鉄道の破産原因となった。列車は全長270 m、アーチ14本のリムリッツ高架橋を通じてチョーパウ川を渡る。かつてザールバッハトンネルの解体された堀割りが高架橋と直結している。チョーパウ川左岸に石の多い、険しい坂が続いて、列車はその区間でいくつかの高架橋を通過する。ヴァルトハイム駅の寸前に旧ヴァルトハイム - ローフリッツ線がこの路線と合流した。
この路線はヴァルトハイム駅から南の方に伸びて、堀割りの旧プファフェンベルクトンネルとハイリゲンボルン高架橋が続く。列車は方向を少し転換しチョーパウ川と離れて南西方向に走行する。この路線はエアラウからアルトミットヴァイダまで一直線に伸びて、オーバーリヒテーナウで自動車道A4と交差する。ケムニッツ駅の寸前にノイキーリッツシュ - ケムニッツ線とドレスデン - ヴェルダウ線がこの路線と合流して、列車は終着駅に到着する。

## 歴史

### ケムニッツ・リーザ鉄道会社と王立ザクセン鉄道
1837年にエルベ川の船積み要地リーザと主な炭鉱地域のツヴィッカウを結ぶ鉄道建設の計画案が提出された。ライプツィヒ・ドレスデン鉄道線の開通以後、産業化が拡張するケムニッツをライプツィヒやドレスデンに鉄道で連結する経路の中で、リーザ - ケムニッツ間の鉄道建設が最優先となった。ドェーベルン - ヴァルトハイム間の経路がまだ正確に決定されなかったものの、建設工事は1845年5月8日に始まった。リーザ - ドェーベルン間工事は迅速に進んで、1847年8月30日に完成した。この路線は同年9月22日にリムリッツまで延長された。
一方、リムリッツ - ヴァルトハイム間は大きな問題となって、高架橋と補強路盤造成の建設費のため、鉄道会社は破産状態に至った。ケムニッツまで鉄道を完成せずに収益と追加貸付金を得ることが不可能になったので、鉄道会社は王国政府に売却されねばならなかった。1848年の革命が終わった後に、建設工事は再開された。1852年9月1日にこの路線はリムリッツ - ケムニッツ間の開通で完工して、開通式にフリードリヒ・アウグスト二世と高位行政官が参席した。今頃にもリムリッツ - ヴァルトハイム間は「破産区間」（Bankrottmeile）と呼ばれて、この路線の総建設費はキロメートル当たり十万ターラー以上であった。
1866年プロイセン・オーストリア戦争の際に、オストラウ高架橋はプロイセン軍先発隊により爆破された。1868年ボルスドルフ - コスヴヒ線は完工して、ドェーベルン東駅（現在中央駅）が乗換駅として開業された。
1905年5月以降グロースバウフリッツ駅（現在旧ドェーベルン北駅）にトロリートラック向けのグロースバウフリッツ製粉所軌道（Mühlerbahn Großbauchlitz）の架線が連結された。1914年に王立ザクセン鉄道はトロリーを連絡線に置き換わった。

### ドイツ国営鉄道（東ドイツ）
1945年第二次世界大戦が終わって、この路線は歴史的な切れ目の状況下にあった。ソビエト連邦は戦争賠償を要求して、二番目の線路は完全に撤去された。それ以来45年間、非常に頻繁な通行量という厳しい鉄道運営状況は途切れなかった。1953年5月終着駅の駅名はケムニッツの改称により「カール・マルクス市中央駅」となった。1990年にこの路線は漸く複線で改修された。1991年電化工事の予備段階として、ヴァルトハイム周辺のザールラントトンネルおよびプファフェンベルクトンネルは堀割りとなった。工事の目的は岩石の落下や雪の漂流を避けることであった。

### ドイツ鉄道
2001年6月以来、ケムニッツ - ロストック間のインターレギオ列車の便数が減少して、その系統は2006年6月に廃止され快速列車に置き換えられた。同年12月にベルリン - ケムニッツ間の快速列車はフォークトラント急行列車が担当して、2012年10月に廃止された。
2015年に砂岩材のオッテンドルフ高架橋が断絶されて、鋼アーチ橋 (Stabbogenbrücke) で改築された。2016年以降、普通列車は早朝と深夜を除外してミットヴァイダ - ケムニッツ区間を快速列車のように通行している。2016年10月ケムニッツ地域電車C14系統がケムニッツモデルにより導入されて、その区間の中間駅で停車することとなった。

## 運行形態
リーザ - シュタウヒッツ間の運賃制は上エルベ運輸連合（Verkehrsverbund Oberelbe, VVO）が、オストラウ - ケムニッツ間の運賃制は中部ザクセン運輸連合（Verkehrsverbund Mittelsachsen, VMS）がそれぞれ運営している。
- 普通列車（RB 45）: （エルスターヴェルダ -）リーザ - ゼーハウスゼン - シュタウヒッツ - オストラウ - チャイッツ - ドェーベルン - リムリッツ - シュタイナ - ヴァルトハイム - シュヴァイカースハイン - エアラウ - ミットヴァイダ - ケムニッツ。60分ごと。中部ドイツ地域鉄道運営。
- 地域電車（C 14）: ミットヴァイダ - アルトミットヴァイダ - オッテンドルフ - オーバーリヒテーナウ - 子供森休養所駅 - ケムニッツ - 中央停留所 - テクノパーク（- タールハイム）。60分ごと。ケムニッツ都市鉄道運営。